# D-pad

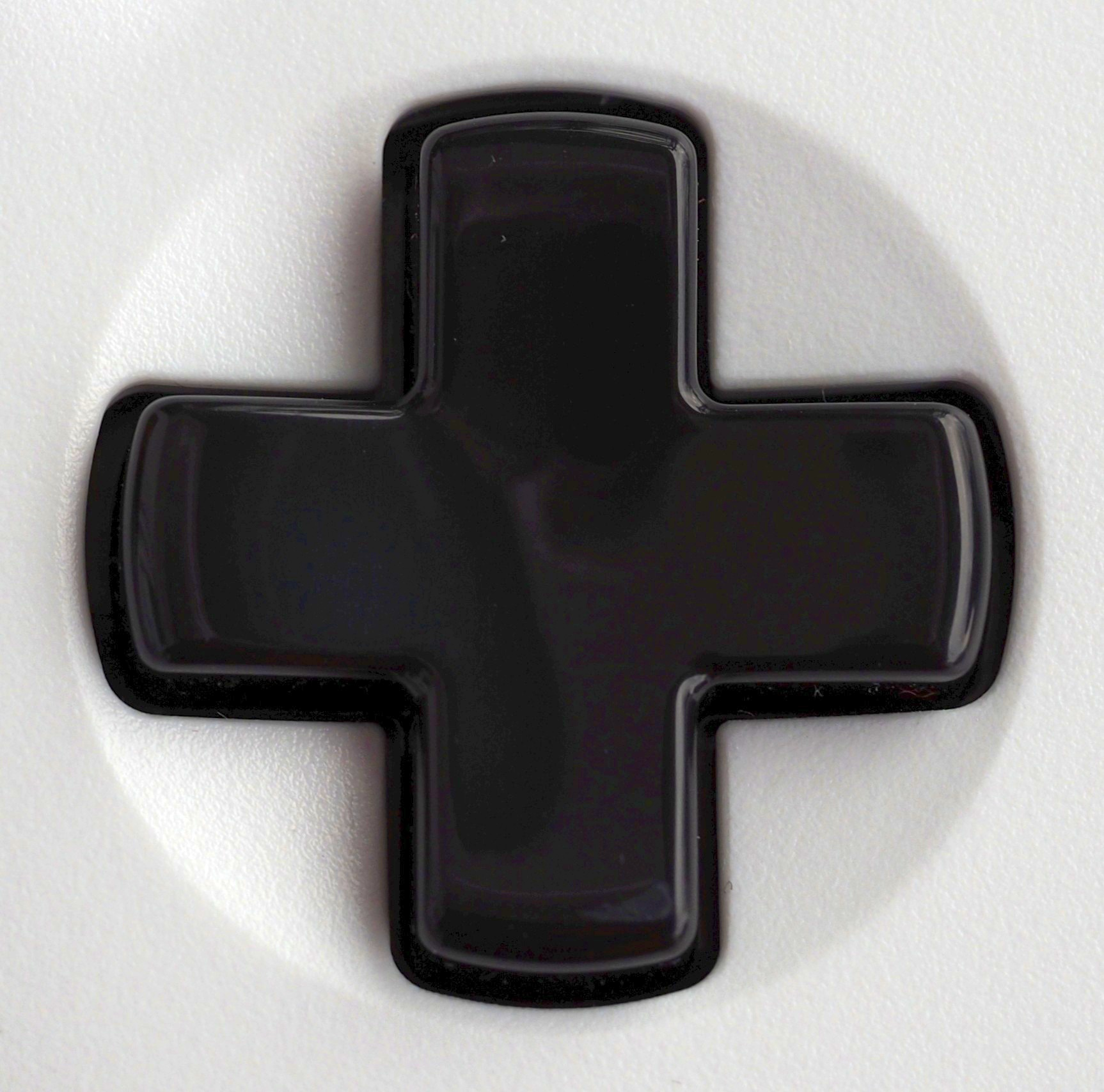
D-pad ovladače Xbox One

D-pad, neboli directional pad (směrový ovladač), je jedním z klíčových prvků herních ovladačů, který se objevil v 80. letech.
Má tvar znaménka plus a umožňuje hráči se pohybovat ve čtyřech směrech – nahoru, dolů, doleva, doprava. Současné D-pady jsou navrženy tak, aby podporovaly až 16 různých směrů. Původně vyvinutý pro herní zařízení, byl D-pad následně implementován i do jiných elektronických zařízení, jako jsou televizní ovladače, mobilní telefony nebo kalkulačky.

## Historie
Předchůdcem D-padu byl joystick konzole Atari 2600, který, podobně jako D-pad, umožňoval pohyb v základních směrech. Nevýhodou joysticku však byla jeho větší rozměrnost a potřeba ovládání celou rukou, zatímco D-pad využívá pouze palec. V roce 1983 si společnost Nintendo nechala patentovat první verzi D-padu, označovanou jako „+Control Pad“. Tento design navrhl inženýr Gunpei Yokoi pro handheld Game & Watch. Uživatelé rychle ocenili možnost přesného směrového ovládání pomocí jednoho prstu, což nebylo u dřívějších analogových ovladačů dosažitelné.
Patent na D-pad poskytl Nintendu exkluzivní práva na jeho použití, což vedlo konkurenty jako Sony a Microsoft k hledání alternativních konstrukčních řešení pro směrové ovládání. Místo klasického křížového tvaru tak například zvolili kruhový design, který měl za cíl obejít patentová omezení. Po vypršení patentu v roce 2005 se řada herních společností okamžitě navrátila k původnímu tvaru D-padu.

## 2D vs 3D hry
D-Pad se ukázal jako ideální pro ovládání 2D her, které typicky vyžadují pouze čtyři základní směry vstupu. Z tohoto důvodu byl D-Pad hojně využíván v období 8 a 16bitových konzolí, přibližně od poloviny osmdesátých do poloviny devadesátých let. V tomto období byl integrován do většiny herních zařízení, což podpořilo jeho široké rozšíření a popularitu.
S nástupem 3D herního designu však význam D-Padu postupně klesal. Analogová páčka se osvědčila jako vhodnější volba pro pohyb v trojrozměrném prostoru a stala se dominantním směrovým ovladačem pro většinu současných her.